# Оркен (Абайская область)
Оркен (каз. Өркен) — село в Аягозском районе Абайской области Казахстана. Административный центр и единственный населённый пункт Оркенского сельского округа. Код КАТО — 633475100.

## Население
В 1999 году население села составляло 1008 человек (509 мужчин и 499 женщин). По данным переписи 2009 года, в селе проживали 854 человека (437 мужчин и 417 женщин).